# Fritz Busch
Pour les articles homonymes, voir Busch.
 (mai 2014).
Fritz Busch, né le 13 mars 1890 à Siegen et mort le 14 septembre 1951 à Londres, est un chef d'orchestre allemand.
Il est considéré comme un des chefs les plus marquants de la première moitié du XXe siècle.

## Biographie

### Années d'apprentissage
Né en Westphalie, fils aîné d'une famille de huit enfants, Fritz Busch connaît une enfance plutôt modeste. Ancien garçon de ferme, Wilhelm, son père a appris le métier de charpentier puis celui de luthier. Sa mère, Henriette, de vingt ans son aînée, se passionne pour le théâtre et la danse. La famille, plutôt errante, va de ville en ville. Lors d'une étape à Hambourg, Wilhelm apprend à jouer du violon et se trouve un pianiste à Rotterdam. Ils s'établissent alors un temps à Venlo, toujours aux Pays-Bas et jouent dans des cafés ou lors de mariages pour gagner leur vie. Fritz écrit : « Je suis issu d'un couple de paysans-musiciens. Je crois bien être né au son des sonates de Mozart et Beethoven ». Le garçonnet a quatre ans lorsqu'on lui offre un tout petit violon, mais lui préfère le piano familial dont se délecte son petit frère Adolf, né un an après lui. Les deux enfants apprennent très tôt déchiffrer les partitions. Lors d'une promenade, Wilhelm surprend le son d'une brouette : « Quelle note est-ce ? », demande-t-il aux deux frères. « Un fa-dièse », répondent ceux-ci en chœur. C'est un fait : ils possèdent l'oreille absolue.
De retour à Siegen, Wilhelm Busch ouvre un magasin d'instruments de musique ainsi qu'un atelier de réparation. Fritz prend alors des cours privés et touche à tous les instruments possibles. Avec Adolf, ils prennent l'habitude de jouer ensemble sur la place du marché où un vieil homme se charge de faire la quête pour eux, ainsi que se souvient Fritz : « Il y avait bien des boutons parmi les pièces mais nous n'étions pas peu fiers de participer au budget familial! »
À sept ans, menant de front études élémentaires et études musicales, toutes deux données par le même professeur, il donne son premier concert avec la Sonate nº 16 en do majeur de Mozart, plus connue sous le surnom de sonate facile et saura jouer de tous les instruments d'un orchestre à l'âge de douze ans. Avec Adolf, ils se produisent sur scène dans une chorale. Dès le lendemain, on ne parle plus que d'eux.
En 1902, la famille déménage pour Siegburg, la ville natale d'Engelbert Humperdinck, auteur de l'opéra Hansel et Gretel. Fritz s'amuse alors à donner l'appellation de Kapelle Busch à sa petite formation. Avec le soutien de son professeur d'école qui lui obtient une place gratuite, il part en 1906 pour trois ans au Conservatoire de Cologne, alors sous la direction de Fritz Steinbach qui s'était fait reconnaître en succédant brièvement à Hans von Bülow à l'Opéra de Meiningen et dont Brahms lui-même avait admiré la façon de diriger ses symphonies. Parmi les étudiants se trouve un certain Hans Knappertsbusch qui, ironie du sort, deviendra des années après, son rival à l'Opéra de Munich. Fritz fait la connaissance de Karl Boettcher, son futur professeur de piano, ami de Gustav Mahler, d'Arthur Nikisch, alors à la tête de l'Orchestre philharmonique de Berlin et de Felix Weingartner. La famille suit, agrandie. Elizabeth, la première sœur, est née, ainsi que Willi, qui deviendra acteur et Hermann, le futur violoncelliste du Quatuor Busch. Wilhelm Busch ouvre alors tout naturellement un nouveau magasin d'instruments de musique.
Boettcher initie son élève à l'œuvre de Wagner et de Brahms qu'il admire, mais aussi à la littérature : Goethe, Ibsen, les écrivains russes et français. « Durant ces années, j'ai travaillé la musique aux limites du possible, mais un bon livre m'aidait toujours à récupérer de mon intense fatigue ». Fritz apprécie également à Cologne un enseignement peu scolaire, qui permet aux étudiants de s'exprimer en totale liberté. Il écrit : « Aucun cours donné entre quatre murs ne vous permettra de comprendre les motivations secrètes d'un musicien. Il faut, au contraire, côtoyer les moments de doutes, les instants de joie ; la faiblesse et la force dont chacun est capable. » Mais une tout autre histoire va les lier à jamais. Boettcher a, un jour, montré à Fritz la photographie de sa nièce, Grete, une ravissante jeune fille de vingt-trois ans dont le chef d'orchestre est tombé virtuellement amoureux…
En été 1908, lors du festival traditionnel offert par la ville de Cologne, Arthur Nikisch vient diriger Les Maîtres Chanteurs de Nuremberg et Fritz est dans la fosse, aux percussions : « Nikisch prit tout son temps puis, avec une brusque énergie, leva sa longue baguette et nous dit : « Messieurs, s'il vous plaît, lors des deux premières mesures, laissez éclater les cuivres puis, laissez-les se retirer pour donner la préséance à nos splendides cordes ». S'il faut bien reconnaître qu'il n'avait pas de don spécial pour former un orchestre, il faut ajouter qu'il était un chef-né ; une sorte d'improvisateur de génie. Après lui, quand Felix Mottl est venu diriger Les Noces de Figaro, ce fut presque une déception! » La même année, il assiste à la première de Salomé dirigée par Richard Strauss lui-même, et se lie d'amitié avec Max Reger.
Peu après, Fritz, qui tient de son père un tempérament volontiers colérique ainsi qu'une tendance à l'hypertension, se brouille avec Steinbach. C'est grâce à son remplaçant d'une saison, Waldemar von Baussern, que Fritz Busch comprend que le temps est enfin venu pour lui de quitter la fosse pour le pupitre et dirige le concerto pour violon d'Lalo. Quand Steinbach revient et demande à entendre cette œuvre, Busch lui fait savoir qu'il estime s'en charger. En dépit de leurs différends, le directeur approuve : « Après le premier mouvement, quelque chose d'incroyable s'est passé, Steinbach est monté sur scène, m'a pris dans ses bras et a hurlé Voici le chef d'orchestre du futur! » Son diplôme en poche, assez fier de lui et porté par les « hourras » de son frère Adolf, Fritz quitte le Conservatoire en 1909 pour de nouvelles aventures.

### Débuts
Juste avant de partir, Fritz Busch se voit proposer un mystérieux contrat avec l'Opéra russe de Riga pour la saison d'hiver. Avant de recevoir le document, tout ce que le jeune homme de dix-neuf ans sait concerne son salaire ; à savoir 75 roubles par mois, qui équivalent à 150 marks. Trop peu pour vivre, surtout que ses parents ont désormais besoin de son aide. Au printemps 1909, Fritz Busch reçoit une copie du contrat pour être Kapellmeister, qui est signé par son père parce qu'il est mineur. À Cologne, un contrebassiste du Conservatoire lui offre 500 marks en lui demandant seulement d'honorer ce contrat du mieux que possible. Avant de gagner la Baltique, il passe l'été à la station thermale de Bad Pyrmont, où il dirige l'ouverture d'Oberon, de Weber ; le Concerto pour violon en ré majeur de Beethoven et la Seconde Symphonie de Brahms.
Fin août 1909, Fritz arrive à Riga où son frère Adolf vient le rejoindre. La ville appartient certes à l'ancienne Russie, mais l'influence allemande y est fortement présente. Le théâtre où Busch est appelé a été construit en 1863, et on le surnomme « la Maison Blanche ». Le premier Deutsches Theater de Riga a été détruit, et c'est dans cet Opéra disparu que s'est illustré, de 1837 à 1839, un Kapellmeister particulier : Richard Wagner. La légende voudrait que son départ, après trois saisons de travail intense, lui ait inspiré la composition du Hollandais volant.
Durant une année, il dirige de nombreuses œuvres, dont Le Jongleur de Notre-Dame, de Jules Massenet, une sorte d'opéra-farce qui l'amuse. On le retrouve aussi dans la fosse, où il remplace un corniste défaillant lors d'une soirée consacrée à Brahms, avec Artur Schnabel comme soliste pour le concerto pour piano nº 2 de Brahms en si bémol. Vingt ans plus tard, à Dresde, il retrouvera Schnabel et lui demandera, sur le ton de la plaisanterie, quel était son plus mauvais souvenir. Le pianiste répond : « Oh, sans doute à Riga, lorsque j'ai dû subir un corniste tellement pénible qu'aujourd'hui encore, mes oreilles sifflent quand j'y repense! » À la fin de son contrat, et alors qu'on lui demande de le renouveler, Fritz Busch hésite. Sa vie à Riga, entre un directeur de théâtre psychopathe et un second kapellmeister ivrogne — selon ses dires, il préfère retourner à Bad Pyrmont.

### Bad Pyrmont et Grete
La station thermale fut entre autres fréquentée par Goethe. Fritz et Adolf Busch y arrivent au printemps 1910. Le premier doit de nouveau prendre en charge un poste de kapellmeister dans le petit théâtre local, très fréquenté par les curistes. Même si l'on y a déjà joué La Walkyrie de Wagner et quelques pages de Beethoven, la mode est plutôt aux opérettes. Busch, qui a mis la main sur l'ensemble des partitions pour orchestre de Dvořák, en profite pour se démarquer de cette musique plaisante, et, sans prendre le temps de répéter, donne à entendre les œuvres du compositeur tchèque lors des concerts du soir. Le public ne s'y retrouve pas, et le directeur du théâtre exige que Dvořák disparaisse des programmes au profit de compositeurs plus populaires, comme Paul Lincke, heureux créateur de musique légère. C'est tout ce que Busch déteste le plus, et s'il consent à inscrire le nom du petit maître berlinois dans sa programmation, il continue d'imposer Dvořák et organise un festival Schumann où, entre autres, il dirige les quatre symphonies, la Fantaisie pour violon, op. 131 et le court opéra Manfred, inspiré d'un poème de Lord Byron. Pour Manfred, l'acteur et baryton allemand Ludwig Wüllner et sa sœur Anna viennent à Bad Pyrmont chanter le rôle-titre masculin et le rôle féminin d'Astarte. Après la représentation, quelque peu ému, Busch demande à Wüllner ce qu'il a pensé de sa prestation : « Jeune homme, répond l'interprète, vous êtes indubitablement très talentueux, mais vous n'avez pas la moindre idée de ce qui se cache derrière les notes de cette œuvre. Vous êtes totalement sourd à l'esprit et la vraie beauté de cette musique et, à mon avis, vous ne les approcherez jamais ; vous êtes bien trop vaniteux. » Au lieu de s'offusquer, Busch s'interroge. Il lui faut donc chercher derrière les notes…

L'année 1911 marque, pour Fritz, un tournant considérable. Depuis qu'il a découvert en photo Grete Boettcher, il la rencontre plus tard[Quand ?][Où ?]. La jeune fille est elle-même musicienne et joue régulièrement du violon dans un orchestre de chambre. Elle aime également la littérature, aussi semble-t-elle la compagne idéale pour le Kapellmeister. Lorsqu'elle arrive à Bad Pyrmont, ils décident de se marier et choisissent la date du 28 août, anniversaire de la naissance de Goethe, pour célébrer leurs noces dans la vieille église de Mengeringhausen. 

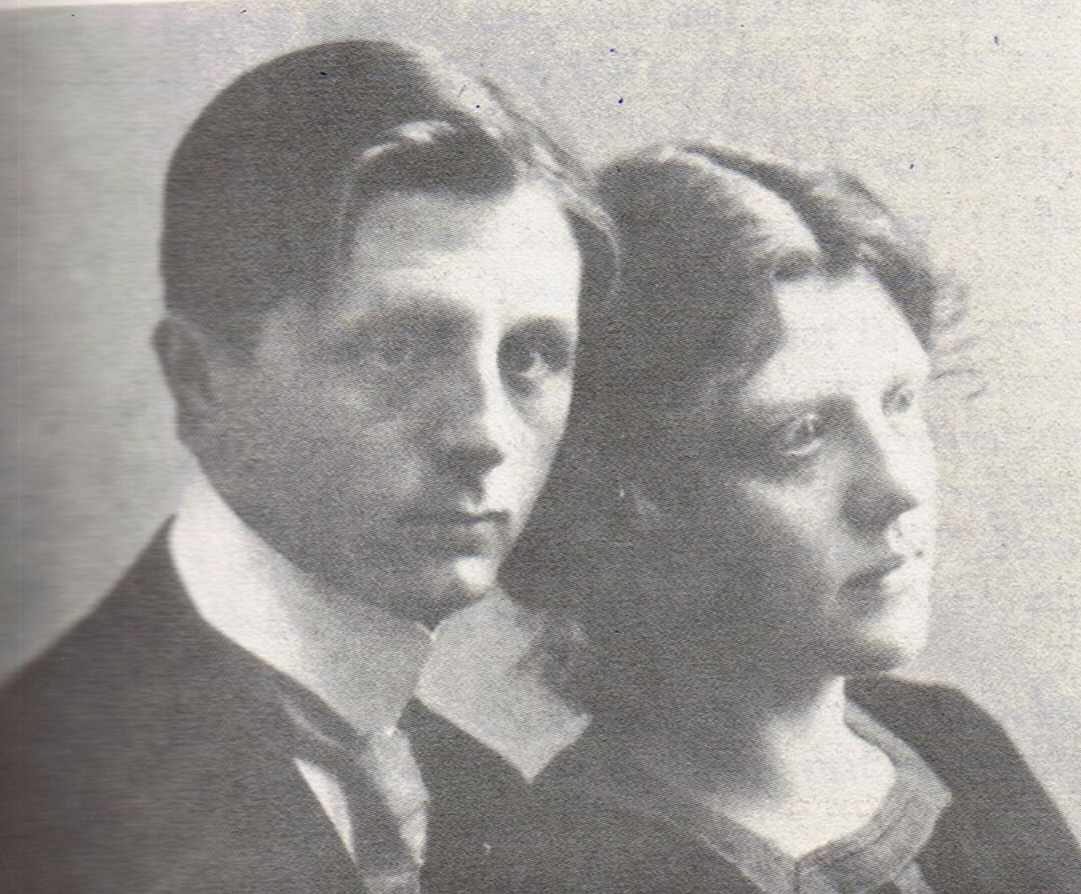
Fritz et Grete Busch en 1911.

Malgré ses concerts dans la station thermale, Busch est à court d'argent. Il y a une place de chef d'orchestre à prendre à l'Académie musicale de la ville de Gotha, et, malgré son jeune âge, sa candidature est retenue. Il laisse à Bad Pyrmont son ami Max Reger ainsi que l'Orchestre Blüthner (de) de Berlin et, en une saison, se refait une petite santé financière et accroît sa notoriété. C'est ainsi qu'il débarque à Aix-la-Chapelle, où on lui offre son premier poste de directeur musical.
Les trois années passées là sont heureuses. Busch découvre un grand théâtre à l'acoustique impeccable, et y dirige tout aussi bien la Passion selon saint Matthieu de Bach que la Missa Solemnis de Beethoven, le Messie de Haendel ou encore le Requiem allemand et la Rhapsodie pour alto de Brahms. En 1914, Grete donne naissance à un fils, Hans Peter et Fritz accumulent les projets, mais la guerre mondiale éclate en août, et le musicien va devenir soldat volontaire.

### Stuttgart (1918–1933)
Après avoir servi son pays et perdu, en 1916, son fidèle ami Max Reger, Fritz Busch sort sonné d'une tornade où, dit-il : 

« j'ai appris les mensonges de la politique, la vanité du héros de guerre […], et me suis demandé, si une tragédie de ce type devait recommencer, si je mettrais en danger ma vie, ma carrière et mon travail pour un idéal qui, désormais, me semblait particulièrement douteux… »

Au printemps 1918, alors qu'il se trouve encore en uniforme de lieutenant à Gera, une ville de Thuringe, il apprend que Max von Schillings vient de quitter la direction de l'Opéra de Stuttgart. La ville est alors principauté qui a rejoint l'unité allemande, tout en préservant un semblant d'indépendance. Busch pose sa candidature et est retenu. Reçu par l'intendant général, le baron Gustav von Putlitz, Busch comprend vite l'intérêt tout particulier que celui-ci porte à l'opéra. Va-t-il devoir faire ses preuves ? Non, sa réputation l'a précédé et, sans l'entendre diriger, le baron le nomme Kapellmeister du théâtre Royal Württemberg. Le premier violon, Karl Wendling, a, dans le passé, dirigé l'Orchestre symphonique de Boston et fréquenté Bayreuth avec Hans Richter. C'est un musicien de qualité, cultivé qui a complètement restructuré l'orchestre Royal, faisant notamment appel à des chanteurs renommés tels que Hélène Wildbrunn, George Meader, un ténor américain, ou, encore l'alto suédoise Sigrid Hoffmann-Onéguin.

Fritz Busch fait en juillet ses débuts avec Tristan et Isolde mais, dès août, les échos de la Révolution russe sèment le chaos. Lors d'une représentation de L'Or du Rhin, en novembre, il s'oppose violemment au baron von Putlitz qui exige, sur demande expresse de la reine, que toutes les lumières du nouveau théâtre restent allumées : 

« Très bien, sachez alors qu'il n'y aura pas de musique et que je vais sortir de ce lieu sauf si l'obscurité souhaitée par Wagner arrive avant la toute première note. »

 À la fin de l'année, la monarchie succombe, et l'État libre du Württemberg, rattaché à la République de Weimar, prend sa place. Stuttgart en devient la capitale : 

« Durant la guerre, j'avais été témoin d'un racisme de classes sociales qui protégeait les puissants et voilà que cela continuait. Alors si novembre 1918, après les éruptions venues de l'est, nous promettait une révolution sociale ouvrant la porte à une vraie démocratie, j'étais partant. »

La vie musicale continue, et Busch dirige Les Noces de Figaro et Fidelio au festival de la bourgade de Mühlacker, puis à la station thermale de Freudenstadt, fréquentée alors par le chancelier social-démocrate Friedrich Ebert, futur premier président de la République de Weimar. Toujours engagé dans la découverte, il dirige l'opéra de Hans Pfitzner Palestrina, dont la Première, avait été assurée par Bruno Walter à Munich ; organise un festival Brückner avec, entre autres, la symphonie nº 7 et, lors d'un séjour à Francfort, dirige un opéra d'Hindemith, Mörder, Hoffnung der Frauen, qui déclenche un scandale. Busch persiste dans l'exploration des compositeurs contemporains, et dirige des œuvres de Busoni, Schreker, Braunfels, Stravinsky ou Schoeck avant d'aborder la Première en Allemagne de Boris Godounov dans la version de 1872. Habilement, il alterne avec des opéras plus sages, tels Le Trouvère ou Falstaff de Verdi,.

### Dresde (1922–1933)
Fritz Busch et sa famille sont indéniablement heureux à Stuttgart, mais pendant l'hiver 1921, alors que Nikisch meurt, une invitation de l'Opéra d'État de Dresde va tout changer. Appelé pour n'être qu'un chef invité, il va s'y installer dès l'automne 1922, en prenant à trente-deux ans, la succession de Fritz Reiner en tant que directeur — enfin ! — de l'un des orchestres les plus anciens et les plus vénérés d'Allemagne.
Dresde possède un grand Opéra, mais la ville subit l'inflation de la monnaie allemande. Le premier salaire annuel de Fritz Busch s'élève à deux-cent mille marks qui, vite, se transforment en millions et milliards. Les meilleurs chanteurs désertent la ville pour la Tchécoslovaquie proche où les salaires sont constants. Ayant choisi Fidelio pour ouvrir la saison, Busch reçoit en été un court télégramme : « Qui va interpréter Leonore ? » Après avoir résolu le problème, il programme Le Chevalier à la rose et Les Maîtres Chanteurs de Nüremberg.

Appelé à Berlin pour diriger l'orchestre philharmonique lors du premier anniversaire de la naissance de l'Allemagne, Busch fait l'aller-retour en voiture. 

« Mon nouveau poste était bien différent des autres. On acceptait tout de moi et on me pardonnait tout. […] Lors de mon installation, dans une étrange euphorie générale, un critique musical plutôt situé à droite, avait tout simplement écrit "Habemus Papam". Pour ceux qui se réclamaient de la gauche, j'étais devenu "Le Roi Midas" qui transforme en or tout ce qu'il touche. Cette situation m'était d'autant plus intolérable que les tenants du conservatisme en appelèrent vite à la suppression d'opéras à leurs yeux "insignifiants", tels le Benvenuto Cellini de Berlioz pour jouer deux opéras de Siegfried Wagner, à savoir : Bärenhäuter et Herzog Wildfang,. »

L'événement le plus important de la saison 1922–23 consiste en la reprise, avec Issay Dobrowen, de Boris Godounov. Fritz Busch l'a considérablement remanié, grâce, entre autres, à la collaboration d'un artiste resté anonyme : 

« Il se trouve qu'un jour un musicien russe me demanda la faveur d'un siège gratuit. Je le lui concédais et nous nous mîmes à discuter. J'appris ainsi qu'il avait dirigé cet opéra bien plus de fois que moi, et en Russie. Presque comme un acteur, il se mit à mimer la scène du couronnement et ne se releva pas du sol. La partition indiquait certes une longue pause après la sonnerie des cloches du Kremlin, mais au piano, j'avais pris l'habitude de ne pas la respecter. Or cet ancien kapellmeister m'expliqua qu'elle était essentielle car, dans le silence complet de la foule, le grand créateur du rôle-titre, Fédor Chaliapine baisait symboliquement la terre russe. »

 Cette modification importante, tant musicale que scénique, explique que la postérité ait retenu cette production comme étant la création de l'opéra en Allemagne, et pas celle de Stuttgart.
Busch s'inscrit officiellement dans l'exploration des artistes contemporains. Il programme l’Arlecchino de Ferruccio Busoni dont il crée également Doktor Faust, en 1925, après le décès du compositeur. Busoni a quand même eu le temps d'introduire l'un de ses protégés, Kurt Weill, qui propose à Busch son très court opéra Der Protagonist (1926). Avec lui arrive l'avant garde allemande du moment : Ernst Krenek, Paul Hindemith et son opéra Cardillac dont Busch assure la création dans une scénographie de Oskar Kokoschka, mais également Max Slevogt, et Oskar Strnad (1926). Il offre par ailleurs la fabrication des décors de Don Carlos au peintre Heckroth, ceux de Don Giovanni à Hans Poelzig, l'architecte en titre de Dresde ou, encore, la conception d'un Ring entier à l'architecte Oskar Strnad. Fritz Busch se fait également aider par Erich Engel qui fut l'assistant de Leo Blech et de Bruno Walter à l'Opéra de Charlottenbourg. Ces années seront les années les plus fastes.
En dehors de l'Opéra, Busch doit mener à bien de nombreux concerts. Habitués des lieux, Richard Strauss ou Otto Klemperer en assurent parfois quelques-uns, mais l'atmosphère est au conservatisme. Busch ne parviendra pas à dépoussiérer, comme il l'a fait avec l'Opéra, le répertoire symphonique. Personne ne veut prendre le moindre risque, et l'orchestre de Dresde répugne à interpréter des œuvres encore inconnues. Quant aux solistes engagés, ils se doivent de jouir déjà d'une solide réputation. Ainsi voit-on arriver Artur Schnabel, que Busch a déjà aperçu du fond de la fosse à Riga ; Rudolf Serkin, alors âgé de dix-neuf ans, Egon Petri, Emil Sauer, Bronislaw Huberman, Josef Szigeti et, bien évidemment Adolph Busch. Le 8 novembre 1923, un certain Adolf Hitler, chef du NSDAP, parti national-socialiste des travailleurs allemands, tente un coup d'État à Munich, mais échoue. Busch écrit : « À ce moment-là grâce à l'emprisonnement des protagonistes du « Putsch », le monde pouvait encore se prémunir du Diable qui le menaçait. »
Un document filmé montre Busch dirigeant la Staaskapelle dans l'Ouverture de Tannhäuser de Wagner en 1932.

### Intermède à Bayreuth (1924)
En 1924, Busch reçoit une lettre de Karl Muck, alors responsable de l'orchestre de Bayreuth depuis le décès, en 1916, de Hans Richter dans laquelle il l'invite à venir au Festival qui vient de rouvrir après un silence de dix ans. Pratiquement en même temps, Siegfried Wagner lui a ouvert les portes du Temple, en lui demandant d'y diriger Les Maîtres Chanteurs de Nuremberg. Le fils de Richard Wagner a beaucoup voyagé, notamment aux États-Unis. Grâce à lui, l'orchestre est neuf, les interprètes comptent parmi les meilleurs. Pour Busch, la tentation est grande et il accepte.
Lorsqu'il arrive dans les lieux, Hugo Rüdel, chef des chœurs et grand musicien, est déjà en train de répéter l'œuvre. Avant d'assurer la Première, le 4 août, Busch demandera, à son tour, une bonne centaine de répétitions. Quand le moment est venu, avec la présence de Hermann Weil, ancien interprète du Metropolitan Opera de New York dans le rôle de Hans Sachs, la satisfaction du public comme de la critique est unanime : « Le maestro Fritz Busch, directeur général de l'Opéra de Dresde, a conduit l'orchestre d'une manière qui peut être qualifiée d’aussi brillante qu'une tapisserie aux couleurs chatoyantes », écrit le critique du Time Magazine.

Pendant son séjour, Fritz Busch va découvrir les nouvelles exigences de son pays, non sans un certain malaise : 

« J'avais écrit un article pour le Bayreuther Blätter au sujet de l'avenir de l'orchestre de Bayreuth. Les réactions à ces quelques mots me heurtèrent beaucoup. Les événements de 1918 et l'évolution politique et sociale qui en avaient découlé n'avaient en rien entamé certaines mentalités. Et, à l'exception de l'Orchestre symphonique de Boston, rien ne pouvait rivaliser avec les orchestres allemands. J'avais mentionné Arturo Toscanini parmi les personnalités d'exception, entre autres pour son travail mené au sein de la Scala et de son orchestre, complètement rénovés, et voilà que l'on me faisait savoir que je manquais de « sens patriotique ». J'étais d'autant plus accablé que Siegfried Wagner s'était montré très réticent aux désirs du maestro italien. Alors que j'avais plaidé pour qu'il vienne à Bayreuth dès 1925, il m'avait répondu que "la présence d'un étranger à Bayreuth n'était pas opportune. »

Plus grave, Busch découvre que ce refus vient directement de la villa Wahnfried, à savoir de Cosima Wagner elle-même, hystérique dès que l'on se mettait à parler de Toscanini : 

« On avait l'impression que des humanistes comme Hans Richter, Felix Mottl ou Karl Mück n'avaient jamais été présents dans ce qui était devenu un sanctuaire. […] Pourtant à la fin des Maîtres Chanteurs, j'ai été comme habité par la véritable âme wagnérienne ; par le talent de ce compositeur dont mon cher ami Thomas Mann avait dit que "d'un point de vue strictement artistique, il était inégalé et pouvait peut-être être perçu comme le génie absolu de toute l'histoire de l'art. »

Cosima daigne écouter un seul acte des Maîtres Chanteurs, lors des dernières représentations. C'en est trop. Appelé par Siegfried à venir rencontrer la crème de la crème allemande à Wahnfried, une litote pour ne pas nommer le général Erich Ludendorff, qui avait activement soutenu la tentative de putsch de Hitler, Fritz Busch refuse, demande à Mück de le remplacer pour l'été suivant et fait ses bagages. Retour à Dresde.

### Reconnaissance internationale
De retour à Dresde, Fritz Busch se rend vite compte que, vers la fin des années 1920, la vie quotidienne des théâtres d'opéra allemands est au plus mal. À Berlin, à Vienne, à Munich comme ailleurs, l'argent manque cruellement. Les raisons de ces déficits sont multiples, mais les salaires ahurissants exigés par les chanteurs comptent parmi les premières. La raison l'emporte sur le désastre quand tous ces théâtres font front commun et se fondent dans "l'Union des directeurs des théâtres allemands", initié par Alfred Reucker, qui fixe à mille marks le cachet des interprètes que, par ailleurs, on se partage..."Si nous avons pu donner une nouvelle production de La Chauve-Souris, note Busch, c'est uniquement parce que notre charmante et talentueuse Rosalinde chantait le même rôle, presque en même temps, à Berlin !" Plus important est le lien rétabli entre Richard Strauss et Fritz Busch. Depuis la création, le 4 novembre 1924, d’Intermezzo avec la grande cantatrice Lotte Lehmann, les deux hommes s'étaient quelque peu perdu de vue. 

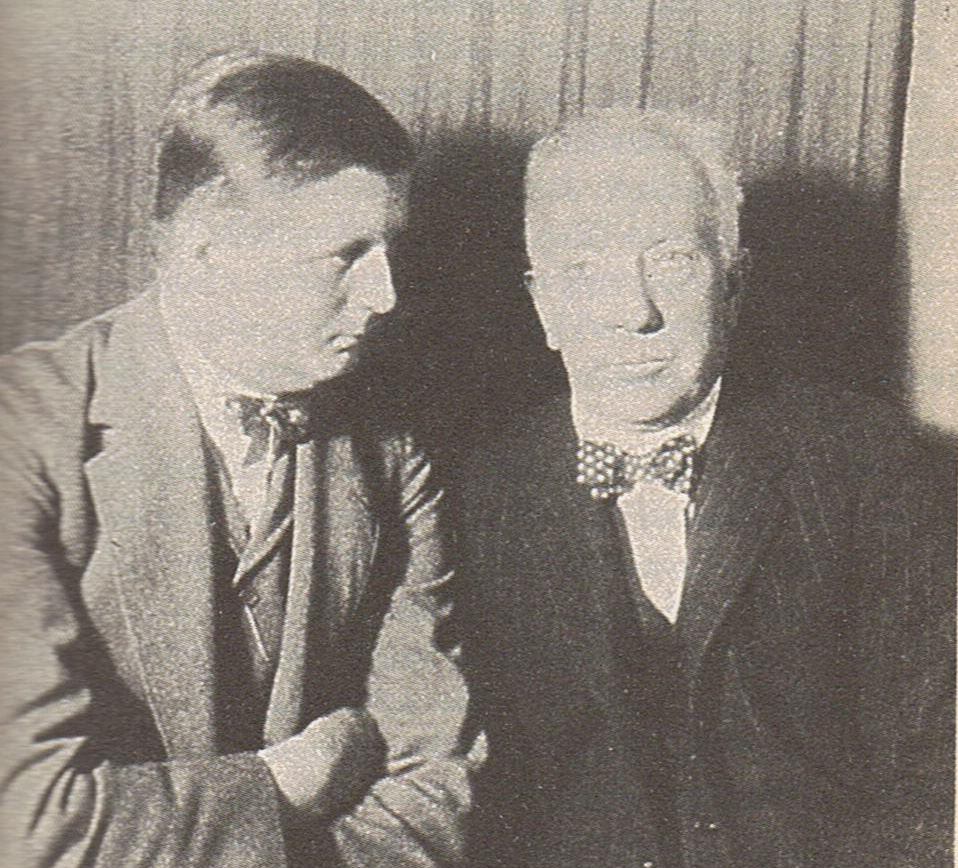
Fritz Busch et Richard Strauss à Dresde en 1928.

Le compositeur bavarois, alors âgé de soixante ans, joue volontiers les « grands seigneurs », mais demeure reconnaissant à la capitale de la Saxe d'avoir programmé la création de la plupart de ses opéras, notamment sous la direction de Ernst von Schuch. Fervent admirateur du compositeur, Alfred Reucker, l'intendant du théâtre, compte parmi les premiers à soumettre à Busch une nouvelles création, celle d’Hélène d'Égypte. Le chef d'orchestre connaît déjà l'œuvre, que Strauss en personne lui a jouée à Garmisch-Partenkirchen, et sait qu'il souhaite voir son opéra officiellement dévoilé à Dresde sous sa direction. Pourtant, il est réticent. Hélène d'Égypte n'a pas la consistance d’Intermezzo ni de Salomé ; quelque chose de suave, de sirupeux émane de la partition : 

« Je lui dis, entre autres, que le chant de Daud, en si bémol me semblait pauvre. Je lui conseillai de revoir l'ensemble de ses "inspirations" d'une façon plus stricte. Strauss ne me désapprouvait pas et répéta même ce que je venais d'exprimer à sa femme, tout juste arrivée dans la maison. Celle-ci, surprise, prit un tout autre ton, et m'expliqua avec un réel cynisme que ces prétendues "suavités" étaient tout ce que le bas public réclamait. Elle ajouta même : Mon cher Busch, personne n'aurait aimé Tannhäuser si l'on n'y pouvait entendre l'air O Du, mein holder Abendstern. Quant à la Walkyrie sans les Orages d'Hiver… Non, non, voyez-vous, c'est ce qu'ils veulent… »

 Malgré ses réticences, Busch accepte.
La première d’Hélène d'Égypte a lieu le 6 juin 1928, avec Elisabeth Rethberg dans le rôle-titre et Busch au pupitre. En guise de remerciements, Strauss lui dédiera, ainsi qu'à Reucker, son Arabella. Mais une fois le pouvoir nazi en place, et Busch parti, cette dédicace disparaîtra. Durant ces dernières années, Dresde s'ouvre à un cycle mozartien — indubitablement le compositeur préféré de Busch, avec, entre autres Idoménée et Così fan tutte pour lequel il a fait appel à une protégée de Toscanini, la cantatrice Editha Fleischer-Engel. Busch dirige également Turandot de Puccini, André Chénier de Giordano ou, encore, Xerxès de Haendel. Par ailleurs, il contribue à sortir Verdi de la routine en jouant avant tout le monde Don Carlos et La Force du destin, création qui fait arriver Arturo Toscanini en voiture depuis Milan, soucieux d'entendre une œuvre avec laquelle il a, selon ses dires « toujours échoué ». Lorsqu'il arrive, la jeune cantatrice Meta Seinemeyer, qui doit interpréter le rôle d'Amelia, est trop malade et le spectacle est annulé. À la place de l'opéra de Verdi, Toscanini assiste à une représentation d’Hélène d'Égypte, et finit la soirée à en discuter longuement en italien avec Busch,. Les deux hommes s'apprécient hautement. Busch a déjà fait un voyage à Zurich pour voir Toscanini diriger, mais là aussi la soirée avait dû être annulée.
Les deux hommes se rencontrent de plus en plus souvent, à la Scala, à Rome, Florence ou Venise. Toscanini est déjà venu à Dresde en grand secret pour écouter Don Giovanni, mais Busch ne s'estime pas encore à la hauteur de l'œuvre et interroge alors son ami qui réplique en souriant : « Caro amico, io lo faccio da quaranta-tre anni! »

Le contrat de Busch avec l'Opéra de Dresde lui permet de voyager un peu partout : aux Pays-Bas, au Royaume-Uni, en Scandinavie, en Suisse ainsi qu'à La Scala de Milan, à l'Augusteo de Rome comme aux États-Unis ou dans les pays de l'est (URSS, Tchécoslovaquie). Le maestro, qui en a déjà profité pour fouler le sol américain, repart outre-Atlantique où il prend la tête de l'orchestre symphonique de New York pour trois mois (1927–28). 

« Ma plus belle expérience, lors de cette deuxième visite, fut de rencontrer Yehudi Menuhin, alors seulement âgé de douze ans ! Son art du violon était parfaitement maîtrisé et, comme il devait participer à l'un de mes concerts, je lui demandai ses préférences. « Le concerto en ré majeur de Beethoven »", répondit l'adolescent. Je pensais que c'était impossible et rétorquai « Jackie Coogan n'a pas la permission d'interpréter le rôle d'Hamlet ! » Mais il insista, et son père aussi. Je l'entendis donc dans ma chambre d'hôtel. Il joua tellement magnifiquement et si professionnellement qu'après le second tutti, j'étais conquis. En fait, mon travail avec le jeune prodige fut, pour moi, une source d'enrichissement. »

Le concert a lieu à Carnegie Hall où Menuhin fait merveille, surtout avec le Stradivarius offert par un banquier de New York, qu'il ne devait plus jamais quitter. La famille Menuhin vient retrouver Busch en Allemagne en 1929, et Adolf se charge d'entraîner le jeune violoniste qui se produit dès lors en Europe, à Dresde, Bâle et au Queen's Hall de Londres (1929). Ce voyage new-yorkais permet aussi l'invitation de grands musiciens américains, notamment William Vilonat, excellent pédagogue et Frank Damrosch, directeur de la toute nouvelle Juilliard School, née de l'extrême générosité d'un riche marchand de textile qui avait légué environ 12,5 millions de dollars pour créer une Fondation musicale.

Fritz Busch, devenu un Maestro à la réputation internationale, fait venir à Dresde des interprètes de renom, tels Erna Berger, la mezzo-soprano Martha Fuchs, le ténor Max Lorenz ou, encore, la basse Ivan Andresen. Grandement aidé par le fidèle Alfred Reucker, il offre à la ville de Saxe ses plus belles nuits. Pourtant, Busch continue de se poser mille questions concernant son métier : « Même dans les circonstances les plus agréables, les résultats d'un opéra différeront toujours largement entre ce que les gens attendent et ce que l'on est à même de produire. » Plus tard, il dira carrément que, né d'un paradoxe, l'opéra survivra en tant qu'énigme magnifique. Le jeudi 24 octobre 1929, la Bourse américaine de Wall Street s'effondre, entraînant dans sa chute la plupart des pays d'Europe. 

« Je me dois de reconnaître, que les circonstances qui m'ont mené à devenir chef d'orchestre et d'opéra n'ont jamais été vraiment agréables : j'ai débuté alors qu'une révolution remuait les entrailles du monde après une guerre mondiale perdue, et mes dix années à Dresde peuvent se résumer en cette phrase : commencées dans l'inflation et achevées dans l'une des plus graves crises économiques de tous les temps. »

C'est alors qu'il fait la connaissance du producteur Carl Ebert, qui s'était jadis illustré en tant que narrateur dans L'Histoire du soldat de Stravinsky. 

« J'avais vu sa production de L'Enlèvement au Sérail à l'Opéra de Berlin, et j'étais enthousiaste. Ebert me proposa d'emblée le poste de directeur musical à Berlin, mais je n'étais pas encore prêt à quitter Dresde. Nous allions demeurer en contact, et l'avenir devait faire le reste. »

 L'avenir ne se conjuguera pas au futur. En juillet 1932, Adolf Hitler se présente à la Présidence de la République de Weimar et obtient 37,4 % des voix qui équivalent à 230 sièges au Reichstag. Pendant qu'il dirige pour la première fois au Festival de Salzbourg avec L'Enlèvement au sérail et, surtout, Un bal masqué qui soulève un enthousiasme sans précédent, Busch sait déjà que la peste est entrée en Allemagne.

### Quand l'Allemagne bascule
Fritz Busch se sent allemand. Profondément allemand. Mais jusqu'aux années 1930, il ne s'était pas mêlé de politique. Aussi, lorsqu'il vient à Coblence pour une cure de repos, est-il étonné, puis vite révulsé de voir des SA dans les rues, des affiches nazies et des croix gammées sur tous les murs ainsi que l'avertissement : « Interdit aux Juifs » dans son hôtel, où se tient un rassemblement autour d'un révérend local dont les propos sont sans ambiguïté. Il se plonge alors dans la lecture de Mein Kampf : 

« J'avais abordé ce livre avec une aversion profonde. Après l'avoir lu, l'aversion avait fait place au complet rejet intellectuel de tout ce que cet ouvrage contenait. En quelque sorte, plus d'affect, mais une opposition consciente,. »

Le chef d'orchestre de Dresde est une personnalité à ménager ; mais il est aussi un citoyen incapable de se taire. Busch exprime donc clairement, en 1932 et 1933 ce qu'il pense du national-socialisme et d'Hitler. La doctrine du Parti — ceux qui ne sont pas avec moi sont contre moi — se retourne vite contre lui. Les élections de juillet 32 ont donné à la Saxe une écrasante majorité et, à la suite de celles-ci, le parti nazi décide de retirer le salaire du chef-d'orchestre ainsi que de réduire au tiers du budget de l'Opéra qu'il dirige. Le parti nazi a déjà tenté de discriminer Busch aux yeux des allemands en publiant des critiques sur ses capacités dans la presse nationale socialiste, notamment le Freiheitskampf, de plus en plus influente. Ces critiques étaient alimentées entre autres par des taupes ayant infiltré le théâtre[réf. nécessaire]. Devant ces menaces, Busch quitte Dresde. Même s'il se sépare des éléments douteux de son théâtre, il n'a plus beaucoup de pouvoir au sein même de sa maison. Un soir, il reçoit un courrier du Gauleiter Cuno Meyer où on lui fait savoir que la cantatrice Hildegard Tausche, qui avait été renvoyée, était une interprète de talent, comme l'Opéra de Dresde dans ses meilleurs jours n'en avaient probablement jamais connu, et que sa mise à l'écart ne pouvait être attribuée qu'à la faiblesse d'appréciation et à l'attitude pernicieuse du Musikdirektor. Aussi devait-elle être immédiatement réembauchée sinon, lui, Meyer, prendrait au nom du Parti des sanctions contre l'Opéra. Busch réplique officiellement : 

« Sachez, Herr Meyer, que l'on m'a fait savoir que vous n'étiez qu'un petit fabricant d'engrais artificiel alors que, personnellement, l'opéra occupe ma vie entière depuis plus de vingt ans. […] Dans le cas d'Hildegard Tausche, je vous suggère de vous en occuper avec votre râteau à fumier et de me laisser les responsabilités qui sont les miennes. »

Le Musikdirektor n'est pas le seul à s'opposer aux nouveaux gouvernements. Dès 1931, en Italie, Arturo Toscanini, a refusé de jouer en public Giovinezza, l'hymne de la jeunesse fasciste, et s'est retrouvé confiné à résidence, via Durini, sans passeport et après avoir été roué de coups lors d'un concert à Bologne. Parmi les télégrammes de soutien qu'il reçoit, Winifred Wagner, l'épouse de Siegfried, enverra le sien : elle a trop peur que le maestro se désiste lors du Festival de Bayreuth… Ce qu'il fera.

À Dresde, les événements se précipitent. Le mardi 7 mars 1933, alors que Busch se prépare à partir pour l'opéra où il doit diriger Rigoletto, on le prévient que des drapeaux nazis ont été dressés à l'entrée du théâtre. Quelques minutes plus tard, une amie arrive, en pleurs, et lui confie avoir entendu la foule crier qu'« il fallait tuer ce Busch ». Parvenant à calmer son tempérament orageux, le chef d'orchestre part pour faire répéter les chœurs. Une fois sur place, le piège se referme sur l'artiste : 

« J'ai vu arriver un S.A, une espèce de grand gaillard extrêmement hostile qui me fit venir sur scène où m'attendaient une bonne soixantaine d'autres S.A en armes. Là, il me dit que j'étais déchu de mes fonctions et qu'il avait reçu l'ordre de nommer le Kapellmeister Hermann Kutzschbach à mon poste. Me saluant d'un « Heil Hitler » répété, bras levés, par tous ses acolytes, il tourna les talons. Je ne bougeais pas d'un mètre, entendant bien aller jusqu'à la fin de la performance prévue ce soir-là mais un minable acteur du nom de Posse, à qui devait revenir le poste d'intendant, m'expliqua certes poliment mais explicitement, qu'il n'en serait rien. Le balayant d'un bras, je gagnais la fosse d'orchestre et mon pupitre, où je fus accueillis par des hurlements de haine. « Busch, traître ! » ; « Busch, dehors » … Les membres de l'orchestre qui tous, onze ans auparavant, m'avaient élu avec enthousiasme, demeuraient pâles et silencieux. L'hystérie avait tellement envahi le public que les quelques pauvres spectateurs me soutenant encore faillirent passer par la balustrade. Le Kapellmeister Striegler fut appelé à la rescousse pour diriger à ma place et là, l'orchestre se mit à jouer… »

 Le jeudi 9 mars, Busch est officiellement appelé par Posse au Taschenberg Palace pour prendre acte des doléances reconnues contre lui. À savoir :
- trop de marchés conclus avec les Juifs ;
- trop d'avantages accordés aux Juifs et chanteurs étrangers ;
- une tendance à l'absentéisme ;
- un salaire trop élevé.

Refusant d'entrer dans des discussions de « race », le chef d'orchestre se contente de ruiner les allégations d'absentéisme et de salaire trop élevé. « Puis je leur dis que, plus jamais, je ne conduirais à Dresde. » Et Bayreuth ? Le grand chef d'orchestre Heinz Tietjen, sûr du refus de Toscanini, a déjà joué les intermédiaires. Les deux personnes se téléphonent : – Et si je refuse ?, interroge Toscanini. – Eh bien, ils feront appel à moi, répond Busch. – Et alors ? … Eh bien je dirai non … Ah, Caro Amico, s'exclame l'Italien en raccrochant,.
Busch met alors les points sur les « i ». Après une brève entrevue avec Göring où chacun campe sur ses positions ; après avoir clairement dit à Richard Strauss que la première d’Arabella se ferait sans lui, il part pour Gênes et, le 15 juin 1933, monte à bord du Conte Biancamano et quitte l'Allemagne. Sa famille l'accompagne. Irene, la fille d'Adolf, est fiancée à Rudolf Serkin, alors persécuté par les nazis.
Fritz Busch laisse derrière lui des années rayonnantes, où presque mille œuvres, tant lyriques que symphoniques, ont été données ; où des créations contemporaines ont été assurées et d'autres réinventées. À Toscanini, toujours inquiet pour Bayreuth, Busch envoie un télégramme, tiré d'une chanson populaire :
| « L'armata se ne va, Se non partiss' anch'io. » | « L'armée s'en va ; si je ne la suivais pas, alors quel lâche serais-je ! » |

### Exil à Glyndebourne
Peu avant de quitter son pays en mai 1933, Fritz Busch a reçu un télégramme du Teatro Colón de Buenos-Aires où l'actuel directeur lui offre un poste pour la saison à venir. C'est donc tout naturellement qu'il se rend en Argentine pour y découvrir « l'un des théâtres les plus modernes du monde ». En fait l'édifice, flambant neuf, vient à peine de rouvrir, après d'intenses années de travaux. L'orchestre a travaillé sous les plus grands : Arturo Toscanini en 1922, Otto Klemperer, Arthur Nikish, peu avant son décès, ou, encore Erich Kleiber qui, en 1926, a conduit un cycle Beethoven et y reviendra après son départ de l'Allemagne en 1935.  En fait, dès 1933, le Teatro Colón résonne à l'heure internationale et, plus particulièrement allemande. Démis à son tour de ses fonctions à Berlin, Carl Ebert ne tarde pas à rejoindre Buenos-Aires, où il devient producteur de la plupart des opéras dirigés par Busch, qui va prolonger son contrat pour huit autres années et en profiter pour aller diriger au Danemark, où on l'attend depuis longtemps.
Pour l'heure, après les Temporada de Primavera [« Concerts de Printemps »], la programmation de l'année 1934 s'ouvre, le 25 septembre avec la première de la Passion selon saint Matthieu de Bach où s'illustre Koloman von Pataky dans le rôle de l'Évangéliste ; suivie de la Neuvième Symphonie de Beethoven qui vaut à Busch une longue salve d'applaudissements. Il dirige également Così fan tutte avec Ina Souez et John Brownlee (en) ainsi que Don Giovanni où le public découvre un Leporello étonnant, le baryton Salvatore Baccaloni. En 1935, il dirige tout à la fois la Passion, la Messe en Sol Mineur et le Ring de Wagner, suivi de Lohengrin et de Tristan et Isolde. S'ensuivront des représentations mémorables : l'Arabella de Strauss (que Fritz Busch dirige pour la première fois en sachant pertinemment que le compositeur a volé au secours de Winifred Wagner pour remplacer Toscanini à Bayreuth) et l'Alceste de Glück. Se produisant un temps au Chili, il revient en 1936 pour une série d'opéras alors que la guerre d'Espagne éclate. Le 20 septembre, il dirige le Chevalier à la rose avec Tiana Lemnitz en Octavian et Alexander Kipnis en baron Ochs ; le 22, Parsifal, avec le ténor belge René Maison dans le rôle-titre et Marjorie Lawrence dans celui de Kundry et le 25, la Symphonie n°41 surnommée Jupiter de Mozart. Par ailleurs, il dirige également une superbe production de La Chauve-Souris.
Entre-temps, Carl Ebert a traversé l'Europe et rencontré, à Londres, un certain capitaine John Christie, héritier du domaine de Glyndebourne dans le comté du Sussex, qui avait annoncé par voie de presse désirer bâtir un opéra dans ses champs. Alors âgé d'une cinquantaine d'années, le plus célèbre célibataire d'Angleterre — comme on le surnommait — avait fini par se marier le 4 juin 1931 à Audrey Mildmay, une charmante soprano au très léger filet de voix qu'il avait rencontrée pour la première fois dans sa propre maison, en 1928, au cours d'une représentation de l'acte 1 de L'Enlèvement au Sérail où, pour un salaire de 5 livres sterling, elle avait chanté le rôle de Blondchen.
Christie, excentrique comme seuls les Anglais peuvent l'être, n'avait nullement l'intention de mener à bien un projet sérieux, en engageant une bonne centaine de musiciens, mais plutôt de se créer un espace musical où une poignée d'amateurs viendraient accompagner quelques "cordes" semi-professionnelles pour interpréter dès l'été 1933 La Walkyrie, Don Giovanni, un Ring entier avec Parsifal en apéritif. Comment s'est répandue la légende du « milliardaire mélomane bâtissant un théâtre musical de ses propres mains » ? Nul ne le sait vraiment mais, toujours est-il que cette publicité ne déplaît pas au maître des lieux, désireux de gagner l'amitié et l'assistance du chef d'orchestre Sir  Thomas Beecham. Cela semble peu sérieux : Beecham est déjà engagé ailleurs et l'on n'improvise pas des œuvres aussi lourdes.
Approché alors qu'il se produit à Eastbourne, par Frances Dakyns, une jeune et énergique violoniste devenue secrétaire, intendante, et muse à tout faire, Adolf Busch apprend l'existence de John Christie et de ses projets. En novembre 1933, ayant réussi à retracer le parcours compliqué de Fritz, Frances écrit au maestro allemand qui se trouve à Copenhague afin de l'inviter dans le domaine de l'homme du Sussex pour y assurer des productions d'opéras de Mozart. Fritz Busch, trop pris, ne peut honorer cette proposition, mais accepte de venir l'année suivante. Frances Dakyns organise alors une rencontre, à Amsterdam, entre Grete Busch et John Christie, et l'affaire semble conclue, surtout que Busch peut compter sur l'aide de Carl Ebert.
Ce dernier, nommé producteur et Busch, directeur artistique, vont devoir s'occuper de tout, car Christie vit dans ses rêves, loin des réalités aussi triviales que budget, salaire des musiciens, salaires et choix des interprètes… Ayant rencontré en Allemagne le futur directeur du Metropolitan Opera, Rudolf Bing, le chef d'orchestre lui demande, dès 1933, de venir les rejoindre afin de s'occuper de l'intendance artistique, : « Même pour ne gagner presque rien, cela vaudrait le coup pour vous car, si l'affaire prend tournure, elle pèsera d'un poids certain dans les lendemains de votre carrière. » Bing accepte de venir pour la somme de cent Livres Sterling, incluant les frais de son voyage. Après avoir négocié l'engagement des nombreux musiciens, Bing et Busch, en accord avec John Christie, font appel au violoniste George Stratton, qui a dirigé le London Symphony Orchestra, pour prendre la direction de l'orchestre. Pour les chanteurs qui devront s'imposer dans les deux opéras de Mozart, tous décident de faire venir de jeunes et prometteurs interprètes pour les deux opéras de Mozart choisis : Les Noces de Figaro, et Cosi fan Tutte, donnés pour la première fois en italien. Ainsi arrivent d'Allemagne et d'Autriche et du Danemark Irene Eisinger, Luise Helletsgruber, Lucie Manen, Herta Csonka-Glatz, Aulikki Rautawaara et Willi Domgraf-Fassbaender, alors tout jeune baryton formé par Toscanini et dont la carrière sera glorieuse. D'Angleterre, autour d'Audrey Mildmay, on trouve Heddle Nash, Constance Willis, Roy Henderson et Ina Souez, née aux États-Unis, mais de nationalité britannique.
Le 28 mai 1934, le rideau se lève sur Glyndebourne et son parterre de Lords et de Ladies. Le triomphe est absolu.
La première saison s'achève sur un déficit budgétaire de 7 000 livres sterling mais avec une critique unanime, qui dépasse l'Angleterre. Ainsi, dans un journal zurichois, applaudit-on à une « réussite totale rendue possible par l'union de Fritz Busch et Carl Ebert ». Pourquoi ne pas poursuivre ? Busch, qui n'avait accepté de participer au Festival de 1934 uniquement parce qu'il pensait qu'il n'y en aurait pas d'autres, accepte de renouveler son contrat avant de repartir pour Buenos-Aires et d'autres pays. En fait, il reviendra dans le Sussex jusqu'à ses derniers jours.
Pour l'année 1935, John Christie ambitionne de programmer les deux opéras allemands de Mozart : L'Enlèvement au sérail et La Flûte enchantée. Mais il décide de se mêler des distributions, et surtout du rôle de Pamina. Après avoir contacté à peu près toutes les cantatrices ayant déjà chanté à Glyndebourne, l'idée saugrenue lui vient de le confier à sa femme, Audrey Mildmay, qui est sur le point d'accoucher. Rudolf Bing sursaute et tente de convaincre Busch, alors au Danemark, de choisir deux Pamina, l'une chantant le rôle de la Seconde Dame pendant que l'autre serait Pamina, et réciproquement. Bing lui-même doit se trouver dans le plus profond embarras, car Audrey Mildmay n'a nullement la voix du rôle. Busch lui répond immédiatement : « Cette Audrey est véritablement agréable et délicieuse à entendre, mais que Christie envisage pour elle (si elle ne l'envisage pas elle-même) d'aborder Pamina me semble problématique. Certes, elle apporterait son charme au personnage, mais même si elle parvient à le chanter, je crains fort que son naturel nerveux et son hyper-sensibilité ne ruine le projet. Rautawaara n'aurait pas la vivacité d'Audrey, mais serait plus sûre… Ne peut-on pas, dès maintenant, priver Audrey de la Première ? Je crains bien que non… »
Comme pour jeter de l'huile sur le feu, Luise Helletsgruber, qui avait espéré hériter du rôle de Pamina, accepte d'interpréter la Première Dame uniquement si Audrey Mildmay — la femme du patron, en quelque sorte — était Pamina. Si toute autre cantatrice accédait au rôle, alors elle ne chanterait pas du tout. Déjà débordé malgré un renfort de poids en la personne de Hans Busch, le fils de Fritz, Rudolf Bing doit faire face à d'autres caprices. Tout d'abord, il faut au plus vite trouver une soprano colorature pour assurer les rôles de La Reine de la Nuit et de Constanze. La soprano Tchèque Mila Kochova est contactée et, fort heureusement, accepte. Autre déconvenue : tellement sûrs d'avoir Ina Souez pour interpréter Fiordilidgi, John Christie et son manager Alfred Nightingale ne lui ont envoyé son contrat qu'à mi-février, et la cantatrice n'y répond qu'un mois plus tard, exigeant un salaire plus élevé car le contrat lui est parvenu hors délai. Depuis son lieu de vacances, à Sorrento, Busch entre alors dans une de ses légendaires colères et fait savoir à tout le monde que si Souez ne chante pas, alors il ne dirigera pas. Devant pareil désordre, il multiplie lettre sur lettre, expliquant qu'il n'est pas homme à travailler dans de pareilles conditions et que personne au monde ne saurait remplacer Souez en Fiordiligi, surtout en si peu de temps. « Je sais qu'Ebert ne peut qu'être de mon avis », note le maestro avant de signer.
Puis le soufflé retombe et, comme Busch l'espérait, au soir du 27 mai, le rideau se lève sur une Flûte enchantée où Aulikki Rautawaara chante Pamina et Helletsgruber, la Première Dame. Cédant aux pressions de Busch, Audrey Mildmay a accepté de se retirer de l'affiche. Pour L'Enlèvement au Sérail, Mila Kochova ne convainc pas, et est remplacée lors des répétitions par Noel Eadie. Carl Ebert, pour sa part, s'offre le luxe de paraître en Pacha Selim… À la fin de la saison, le déficit frôle, cette fois-ci, les 10 000 livres sterling mais Christie ne semble pas plus préoccupé que cela. Il fait, certes, des coupes dans le budget futur, remplace Alfred Nightingale par Rudolf Bing et programme, pour 1936, toutes les œuvres de Mozart déjà jouées avec Don Giovanni en plus.
Comme les premières années, le crû 1936 est d'une rare qualité, avec un Don Giovanni où Busch, sur un tempo jamais relâché, rend palpable le duo-duel entre la vie et la mort. Les années suivantes verront s'inscrire au programme la première anglaise de Macbeth, à laquelle Toscanini assistera et le Don Pasquale de Donizetti (1938).  Le magazine Times rendra compte avec finesse de l'art de Busch, capable « de diriger Donizetti avec élégance, sans jamais tomber dans la facilité ».
Pour le Festival 1939, Christie désirait, plus que jamais, offrir à Toscanini la possibilité de diriger Falstaff. Glyndebourne se divise alors en deux camps. Les pro-Toscanini, parmi lesquels on compte Frances Dakyns et Adolf Busch, et les anti-Toscanini, où se trouvent Fritz Busch, l'ami de toujours, Carl Ebert et Rudolf Bing. Leur argument est simple : appeler Toscanini à Glyndebourne consiste purement et simplement à contenter la haute société et à priver tous les autres citoyens anglais d'un tel plaisir. Les « anti » gagnent et John Christie se range à leur jugement. Plus les événements mondiaux passent au rouge, plus Bing, Ebert ou Busch cherchent d'autres engagements. Malgré un conseil paternel de Busch, John Christie et sa femme ont accepté une visite en Allemagne où Audrey Mildmay n'a pas hésité à chanter tout en acceptant de se produire, plus tard, à Salzbourg. La nouvelle glace le sang de Rudolf Bing. Certes, John Christie est quasiment ignorant en politique. Il appartient à cette élite anglo-saxonne prête à donner le Bon Dieu sans confession à quiconque se montre aimable — gentleman, en quelque sorte. Il ne se rend pas compte de l'effet produite par son inconsistance sur ses amis. Plus : il explique publiquement comment il a su résister aux pressions de Hitler qui souhaite le renvoi de Busch et d'Ebert. « Ils ne sont pas juifs », aurait-il dit lors d'une conférence rapportée par un journaliste du magazine Star. « Ils n'ont fait que fuir leur pays parce que l'on y mêle trop la politique avec l'art. Maintenant, ils sont conscients de ne pouvoir faire chemin arrière ! » De départs en retours, de débats en conciliations et de compromis en sauf-qui-peut, le Festival a quand même lieu. Venue d'Islande, la soprano Maria Markan interprète la comtesse des Noces, la très exotique Margherita Grandi, originaire de Tasmanie, chante Lady Macbeth et Risë Stevens prend les rôles de Cherubino et Dorabella.
Le couple Chamberlain est présent lors de l'ouverture. Les accords de Munich ont laissé un goût âpre. La guerre gronde aux portes, alors que les robes longues et les smokings se côtoient à Glyndebourne. « Plus jamais nous ne verrons ceci », confie avec émotion Lady Chamberlain à Grete Busch. Cette fois-ci, le 15 juillet, le rideau tombe pour longtemps sur Glyndebourne, qui ne rouvrira qu'en 1946. Rudolf Bing prend le bateau pour les États-Unis, Carl Ebert part construire, un nouvel opéra à Ankara et Fritz Busch rentre à Copenhague.

### Carrière inachevée
Lors de la seconde Guerre mondiale[Quand ?], Fritz Busch repart pour l'Amérique latine puis revient en Scandinavie pour travailler à Malmö, Göteborg, Oslo et Stockholm où il dirige Cosi fan Tutte — là encore, pour la première fois en italien. Son fils Hans rentre d'Angleterre et Carl Ebert, d'Ankara. Il est cependant hasardeux de planifier quoi que ce soit, même dans ce coin de la planète où la Finlande vient d'entrer dans le conflit international. « Nous errons dans le brouillard », lui dit un soir le chef d'orchestre suédois Johannes Norrby.
Après le mariage de sa nièce Irène avec Rudolf Serkin, c'est au tour de sa propre fille, Eta, d'épouser le chanteur français Martial Singher, rencontré à Buenos-Aires. Le couple décide de s'installer à Paris. Ils auront un fils, le chef d'orchestre Michel Singher, aujourd'hui installé en Californie. La vie continue. À Montevideo, à Lima ou, encore, à Santiago du Chili.
En 1945, avec l'aide de Toscanini, Fritz Busch est invité à New York pour diriger l'Orchestre philharmonique de New York. Il le dirigera sans discontinuer jusqu'en 1949. En 1936, Toscanini lui avait déjà offert de lui succéder à ce poste, mais l'Allemand avait refusé, préférant demeurer au Danemark. Cette fois-ci, il accepte, et tout le monde déménage outre-Atlantique où ils s'installent. Busch se sent d'abord complètement désorienté. Les New-Yorkais, qu'il connaît déjà, manquent, à ses yeux, de chaleur, et le catastrophique conflit européen ne cesse de le hanter. En octobre, il reçoit un mot de John Christie : « Alors, comment vous sentez-vous en Amérique ? ». En fait, pas si mal que cela. Certes les hivers de New York n'auront pas la douceur des hivers argentins, mais au moins peut-il travailler. Grâce aux efforts constants de Helen Dismore, alors épouse du riche Lytle Hull, Busch réorganise la New Opera Company afin d'y présenter de la musique et des opéras de chambre avec, à la fois, des chanteurs confirmés et de jeunes débutants, dont, sans doute, Erna Berger et Sena Jurinac qui trouveront, sous sa direction, la meilleure école qui soit. 
Ce fut ainsi que démarra la carrière de Regina Resnik : 

« Je n'avais que dix-neuf ans quand j'ai chanté la première aria de Lady Macbeth devant Fritz Busch et son fils Hans Peter. Au lieu d'un poste parmi les choristes, tous deux m'offrirent de chanter le rôle en tant que doublure. Au matin du 4 décembre 1942, on m'appela du théâtre de Broadway où, en costume, j'ai survolé toute la partition — en chantant de larges passages — avec Fritz Stiedry au pupitre. Le lendemain, avec Toscanini parmi le public, je chantais le rôle en remplacement de Florence Kirk, souffrante. Stiedry conduisait à la place de Fritz Busch, qui avait préféré écouter l'opéra dans le théâtre. Je n'avais aucun pouvoir me permettant d'exiger quoi que ce soit. Je n'avais qu'à chanter pour prouver que la New Opera Company avait eu raison de pousser la débutante que j'étais sur scène. J'étais complètement préparée et, pourtant, totalement inconsciente des conséquences possibles. Le fait est que ma préparation était si complète — ce que je devrai toute ma vie au Dr. Busch — que je fus immédiatement jetée dans la piscine olympique ! »

Malgré tout, l'ambiance très star system du Met ne lui plaît pas. Il y dirigera Otello où chantent, entre autres, Licia Albanese, Ramón Vinay et Leonard Warren ; Tristan et Isolde et Lohengrin avec Helen Traubel, Don Giovanni avec John Brownlee (en) ainsi que Les Noces de Figaro avec Eleanor Steber, Jarmila Novotna et Salvatore Baccaloni. Il dirige également Brahms, Bach et Mahler dans plusieurs villes d'Amérique du Nord.
De retour à Copenhague, il prend la direction artistique de l'orchestre de la radio symphonique danoise. On le trouve aussi à Vienne, à la tête de l'orchestre symphonique avec lequel il dirige des œuvres de Haydn, Mozart, Beethoven, Brahms ou Schubert.
Le 6 juillet 1950, il retrouve Glyndebourne qui avait rouvert quatre années auparavant. Il y dirige Mozart, une fois de plus, avec le même enthousiasme. En 1951, il retrouve une Allemagne détruite et repart pour le Festival du Sussex. Installé à l'hôtel Savoy de Londres, il montre une fatigue excessive et Grete fait venir des infirmières dans sa chambre. Rien n'y fait : le 13 septembre 1951, il murmure à son épouse « Je suis fatigué, si fatigué… Trop fatigué pour travailler ». Le 14 septembre, il succombe à une crise cardiaque. Il meurt ainsi à soixante et un ans.
| « Morgen früh, wenn Gott will, Wirst du wieder geweckt. » |  |  | « Demain matin, si Dieu le veut, tu seras de nouveau réveillé. » |

Fritz Busch est enterré au cimetière de Mengeringhausen.

### Prix Fritz Busch
Depuis 1993, l'Opéra de Dresde ou Semperoper, délivre chaque année un prix Fritz Busch destiné à honorer un instrumentiste s'étant particulièrement illustré dans ce lieu. Les lauréats reçoivent ce prix lors d'un gala en leur honneur. Parmi eux, citons Peter Bruns, violoncelliste, en 1993 ; Peter Damm, corniste en 1995 ou, encore, Eckart Haupt, flutiste en 1996.

## Discographie
Parmi les enregistrements de Fritz Busch, on trouve des opéras de Mozart à Glyndebourne et un double album d'orchestre (Beethoven, ouverture de Léonore ; Mozart, Symphonie no 36 ; Mendelssohn, Symphonie no 4 (Italienne) ; Brahms, Ouverture tragique ; Symphonie no 2 ; Haydn, Sinfonia concertante ; Strauss, Don Juan), dans la collection Great Conductors of the 20th Century chez Emi.
- Discographie complète de Fritz Busch, établie par Gert Schäfer et Klaus Schöler à partir des archives Busch --Institut Max Reger, Karlsruhe